# Claudia Lommatzsch
Claudia Lommatzsch née en 1964, est une coureuse cycliste allemande.

## Palmarès
- 1979
  - 2e du championnat d'Allemagne de vitesse
- 1980
  - 2e du championnat d'Allemagne de vitesse
  - 3e du championnat du monde de vitesse
- 1981
  -  Championne d'Allemagne de vitesse
  - 3e du championnat du monde de vitesse
- 1982
  -  Championne d'Allemagne de vitesse
  - 3e du championnat du monde de vitesse
  - 3e du Championnat d'Allemagne sur route
- 1983
  -  Championne d'Allemagne de vitesse
  - Grand Prix de Paris - vitesse
  - 2e du championnat du monde de vitesse
  - 3e du championnat d'Allemagne de poursuite